# 晚祷报
晚祷报 （希伯來語：מַעֲרִיב）是一份在以色列出版的希伯来语報紙。晚祷报由前新消息报记者埃兹里尔·卡尔勒巴赫于1948年創辦。 2023年7月31日，根據一項調查顯示，以读者数量计算， 晚祷报是以色列第五大报纸（份額3.9%），仅次于免费发行的今日以色列報（29.4%）、新消息报 （22.3%）、国土报 （4.8%）以及環球報（4%）。 

## 政治倾向
2012年，支持中间派的晚祷报对本雅明·内塔尼亚胡的中右翼政府提出批评。 
2012年，國土報發表了摩西·阿伦斯的评论文章。摩西·阿伦斯指出，晚祷报的立場在數年前就轉向了左翼，晚祷报抛弃了多年来它的右翼忠實读者。 